# Phil Seuling
Philip Nicholas Seuling (né le 20 janvier 1934 à Brooklyn et mort le 21 août 1984 à New York) est un organisateur de festival de bande dessinée et distributeur de comic books connu pour avoir organisé de 1968 à 1983 la Comic Art Convention et pour avoir fondé en 1972 Sea Gate Distributors, premier distributeur uniquement consacré aux comic books, marché jusque-là organisé par les distributeur de journaux.

## Prix
- 1974 : Prix Inkpot